# Свети Илия (Радово)
Вижте пояснителната страница за други значения на Свети Илия.
„Свети Илия“ (на македонска литературна норма: „Свети Илија“) е източнокатолическа църква в струмишкото село Радово, Северна Македония. Църквата е част от източнокатолическата Струмишко-Скопска епархия.
Енорията е наследник на униатската енория „Свети Илия“ в българското кукушко село Алексово, част от Македонския български апостолически викариат. След разгрома на кукушките български села през Междусъюзническата война в 1913 година, част от униатите бежанци от Алексово се установяват в Радово, което остава в България и е напуснато от турските си жители. В селото пристигат бежанци и от Мутулово, Рошлово, Морарци, Грамадна, Гола, Патарос, Янешево, Старошево. Енорията в Радово е основана веднага след пристигането на бежанците в 1914 година, като свещеници са Георги Стоянов и Стоян Пецев (Поппецов). За храм е адаптирана стая в турското училище, а по-късно стара къща. Храмът е посветен на Свети Илия.
Отец Георги Стоянов по-късно с по-голямата част от вярващите се установява в Секирник, където основава енорията „Свети Никола“. В 1916 година отец Стоян Пецев е наследен от монсеньор Недялко Стойчев.
В 1918 година Струмишко е предадено на Сърбия и монсеньор Недялко Стойчев е прогонен от сръбските власти в България.
В 1928 година започва изграждането на днешната сграда. От 1978 година в радово действат сестрите евхаристинки.